# Henrique Valmir da Conceição
Henrique Valmir da Conceição, detto China (Espumoso, 13 settembre 1959), è un allenatore di calcio ed ex calciatore brasiliano, di ruolo centrocampista.

## Biografia
In seguito al ritiro si è trasferito a Tramandaí, dove risiede con la famiglia.

## Caratteristiche tecniche
Giocava come centrocampista, ricoprendo il ruolo di volante. Era un tenace mediano.

## Carriera

### Giocatore

#### Club
Iniziò neanche ventenne al 14 de Julho, società del suo stato d'origine, per poi trasferirsi al Chapecoense, nello Stato di Santa Catarina. Tornò poi in terra natia per giocare con il Grêmio di Porto Alegre: debuttò in massima serie brasiliana il 23 marzo 1980 all'Estádio Olímpico Monumental contro l'Atlético Goianiense. Dopo un altro breve periodo al 14 de Julho, si stabilì al Grêmio per quattro stagioni, brillando particolarmente nel 1981 e nel 1983. In questa seconda annata, la sua squadra vinse sia la Copa Libertadores che la Coppa Intercontinentale, mentre nel 1981 il Grêmio si era laureato campione del Brasile. Lasciò il club gaúcho per disputare il campionato Carioca con il Vasco, ma presto tornò alla società di partenza, dove raccolse tre vittorie consecutive nel campionato statale. Nel 1988 passò per Noroeste e Sport (vincendovi il campionato dello Stato del Pernambuco) e si trasferì, per la prima volta in carriera, all'estero. Effettuò il volo transoceanico che lo separava dalla sua destinazione, la compagine portoghese del Penafiel, e vi giocò un totale di due stagioni; passò poi al Beira-Mar e al Leixões, sempre in Primeira Divisão lusitana. Lasciata l'Europa, tornò in Brasile, dove si ritirò nel 1994.

#### Nazionale
Nel 1983 ottenne la convocazione per la Copa América. Fece dunque il suo esordio nella competizione il 17 agosto a Quito contro l'Ecuador, subentrando a partita in corso a Renato. Nella partita successiva contro l'Argentina, fu schierato dall'inizio, e giocò tutti i novanta minuti. Contro l'Ecuador a Goiânia il suo ruolo fu occupato da Tita, e China entrò nel secondo tempo, mentre contro l'Argentina a Rio de Janeiro non scese in campo. Tornò dunque a giocare nella finalissima, presenziando per i primi sessanta minuti all'andata e per tutta la partita al ritorno.

### Allenatore
Durante la sua carriera da tecnico ha allenato nello Stato del Rio Grande do Sul, prendendo parte alla seconda divisione del campionato statale nel 2008 con il 14 de Julho.

## Palmarès

### Giocatore

#### Club

##### Competizioni nazionali
- Campionato Gaúcho: 4

Grêmio: 1980, 1985, 1986, 1987
- Campionato brasiliano: 1

Grêmio: 1981
- Taça Rio: 1

Vasco da Gama: 1984
- Campionato Pernambucano: 1

Sport: 1988

##### Competizioni internazionali
- Coppa Libertadores: 1

Grêmio: 1983
- Coppa Intercontinentale: 1

Grêmio: 1983